# بارسونز (فيرجينيا الغربية)
بارسونز (بالإنجليزية: Parsons, West Virginia) هي مدينة تقع في الولايات المتحدة في مقاطعة تاكر. يقدر عدد سكانها بـ 1,485 نسمة ومساحتها 3.11 كم2 وترتفع عن سطح البحر 502 متر.

## التركيبة السكانية
قام مكتب تعداد الولايات المتحدة بتحديد بيانات التركيبة السكانية لبارسونز في تعداد الولايات المتحدة. في ما يلي، التركيبة السكانية حسب تعدادي 2000 و2010.

### تعداد عام 2000
بلغ عدد سكان بارسونز 1,463 نسمة بحسب تعداد عام 2000، وبلغ عدد الأسر 642 أسرة وعدد العائلات 426 عائلة مقيمة في المدينة. في حين سجلت الكثافة السكانية 1,332.5 نسمة لكل ميل مربع (514.5/كم2). وبلغ عدد الوحدات السكنية 731 وحدة بمتوسط كثافة قدره 665.8 نسمة لكل ميل مربع (257.1/كم2).
وتوزع التركيب العرقي للمدينة بنسبة 98.97% من البيض و 0.21% من الأمريكيين الأصليين و 0.75% من عرقين مختلطين أو أكثر.
بلغ عدد الأسر 642 أسرة كانت نسبة 27.4% منها لديها أطفال تحت سن الثامنة عشر تعيش معهم، وبلغت نسبة الأزواج القاطنين مع بعضهم البعض 52.5% من أصل المجموع الكلي للأسر، ونسبة 10.3% من الأسر كان لديها معيلات من الإناث دون وجود شريك، وكانت نسبة 33.5% من غير العائلات. تألفت نسبة 29.9% من أصل جميع الأسر من أفراد ونسبة 14.5% كانوا يعيش معهم شخص وحيد يبلغ من العمر 65 عاماً فما فوق. وبلغ متوسط حجم الأسرة المعيشية 2.82، أما متوسط حجم العائلات فبلغ 2.28.
بلغ العمر الوسطي للسكان 40 عاماً. وكانت نسبة 22.4% من القاطنين تحت سن الثامنة عشر، وكانت نسبة 6.7% بين الثامنة عشر والأربعة وعشرون عاماً، ونسبة 27.8% كانت واقعةً في الفئة العمرية ما بين الخامسة والعشرون حتى والأربعة وأربعون عاماً، ونسبة 25.2% كانت ما بين الخامسة والأربعون حتى الرابعة والستون، ونسبة 18.0% كانت ضمن فئة الخامسة والستون عاماً فما فوق. يوجد لكل 100 أنثى 89.5 ذكر، ويوجد لكل 100 أنثى في الثامنة عشر من عمرها فما فوق 86.8 ذكر.
بلغ متوسط دخل الأسرة في المدينة 26,424 دولار، أما متوسط دخل العائلة فبلغ 31,645 دولار. وكان متوسط دخل الذكور 22,331 دولار مقابل 20,069 دولار للإناث. وسجل دخل الفرد الخاص بالمدينة 16,565 دولار. وكانت نسبة 16.1% من العائلات ونسبة 18.7% من السكان تحت خط الفقر، وكان من هؤلاء نسبة 22.7% تحت سن الثامنة عشر ونسبة 13.0% في الخامسة والستين من العمر وما فوق.

### تعداد عام 2010
بلغ عدد سكان بارسونز 1,485 نسمة بحسب تعداد عام 2010، وبلغ عدد الأسر 628 أسرة وعدد العائلات 419 عائلة مقيمة في المدينة. في حين سجلت الكثافة السكانية 1,337.8 نسمة لكل ميل مربع (516.5/كم2). وبلغ عدد الوحدات السكنية 730 وحدة بمتوسط كثافة قدره 657.7 لكل ميل مربع (253.9/كم2).
وتوزع التركيب العرقي للمدينة بنسبة 98.8% من البيض و 0.1% من الأمريكيين الأصليين و 0.1% من الأمريكيين الأفارقة و 1.1% من عرقين مختلطين أو أكثر.
بلغ عدد الأسر 628 أسرة كانت نسبة 29.8% منها لديها أطفال تحت سن الثامنة عشر تعيش معهم، وبلغت نسبة الأزواج القاطنين مع بعضهم البعض 50.3% من أصل المجموع الكلي للأسر، ونسبة 10.8% من الأسر كان لديها معيلات من الإناث دون وجود شريك، بينما كانت نسبة 5.6% من الأسر لديها معيلون من الذكور دون وجود شريكة وكانت نسبة 33.3% من غير العائلات. تألفت نسبة 29.3% من أصل جميع الأسر من أفراد ونسبة 15.4% كانوا يعيش معهم شخص وحيد يبلغ من العمر 65 عاماً فما فوق. وبلغ متوسط حجم الأسرة المعيشية 2.87، أما متوسط حجم العائلات فبلغ 2.36.
بلغ العمر الوسطي للسكان 42.7 عاماً. وكانت نسبة 22.7% من القاطنين تحت سن الثامنة عشر، وكانت نسبة 6.7% بين الثامنة عشر والأربعة وعشرون عاماً، ونسبة 24.4% كانت واقعةً في الفئة العمرية ما بين الخامسة والعشرون حتى والأربعة وأربعون عاماً، ونسبة 26.4% كانت ما بين الخامسة والأربعون حتى الرابعة والستون، ونسبة 19.9% كانت ضمن فئة الخامسة والستون عاماً فما فوق. وتوزع التركيب الجنسي للسكان بنسبة 48.7% ذكور و51.3% إناث.